# Raúl Pelorosso
Raúl Pelorosso (Cañuelas, Argentina, 22 de octubre de 1994) es un baloncestista argentino que se desempeña como base en el Gimnasia y Esgrima La Plata de La Liga Argentina.

## Trayectoria
Surgido de la cantera del Cañuelas Fútbol Club, fue reclutado por Boca a sus 13 años. En 2012 fue parte del plantel boquense que conquistó el torneo Campioni del Domani en Chile. Luego de ello comenzaría a participar en el equipo de reserva que competía en los torneos organizados por FEBAMBA.
En 2014 fue cedido a préstamo a Temperley para jugar una temporada en el Torneo Federal de Básquetbol. Al año siguiente su destino fue el Reconquista Basket de la misma categoría, pero sólo estuvo en el club hasta la mitad de la temporada, retornando a Boca para disputar la recientemente creada Liga de Desarrollo. Al concluir el certamen fue parte del plantel de reserva que actuó en el Torneo Pre-Federal. 
Buscando más oportunidades para demostrar su juego, Pelorosso fichó nuevamente con Temperley en 2016, pero esta vez para actuar en el Torneo Nacional de Ascenso. En su temporada allí promedió 7 puntos y 1.7 asistencia en 41 partidos.
Reincorporado a Boca en agosto de 2017, finalmente el club lo asignó a su equipo superior. Empero, tras jugar el Torneo Súper 20 2017, fue apartado del plantel, por lo que regresó a la segunda categoría del baloncesto profesional argentino, fichando con Echagüe como sustituto temporal de Carlos Buemo, y pasando luego a Temperley.
Posteriormente jugó la temporada 2018-19 del TFB con la camiseta de Atlético Pilar, y desde 2019 hasta 2021 en las filas de Quilmes de Mar del Plata de La Liga Argentina.
En agosto de 2021 fichó con el Deportivo Viedma. En la temporada 2021-22 de La Liga Argentina jugó 49 partidos en los que promedió 14.2 puntos, 5.9 asistencias y 2.7 rebotes por encuentro. Esos números captaron el interés de San Lorenzo, por lo que Pelorosso regresó a un club de la Liga Nacional de Básquet y pudo hacer oficialmente su debut en la máxima categoría del baloncesto profesional argentino. 
Posteriormente volvió a La Liga Argentina, jugando la temporada 2023-24 con Pico Football Club y la 2024-25 con Gimnasia y Esgrima La Plata (también incursionó en la máxima categoría del baloncesto ecuatoriano actuando con el Pasaje San Antonio Gold y el Barcelona).